# Raphaëla le Gouvello
Raphaëla le Gouvello, née le 4 mai 1960 à Paris, est une véliplanchiste française.  
Elle réussit quatre traversées en planche à voile, en solitaire et sans assistance, de l'Océan Atlantique en 2000, de la Méditerranée en 2002, de l'Océan Pacifique en 2003 et de l'Océan Indien en 2006. 

## Biographie
Originaire de Pénestin dans le Morbihan, Raphaëla le Gouvello du Timat est la fille de Guy Le Gouvello du Timat et de Bernadette Leclerc (fille de James Leclerc).
Elle commence à pratiquer la planche à voile au lycée et participe à ses premières compétitions au cours de l'été 1977 à La Baule et Dinard. De 1980 à 1982, elle participe aux championnats OPEN de France et termine première féminine de la Ligue Loire-Océan et 7e au niveau national. En 1982, elle est la seule féminine engagée dans les 24 heures de La Baule. Puis, à partir de 1984, elle se lance dans la pratique du funboard, ce qui l'amènera à ses traversées à succès.
Parallèlement à ses débuts sportifs, Raphaëla le Gouvello a mené de brillantes études puisqu'elle obtient en 1978 le baccalauréat D avec la mention très bien ainsi qu'un doctorat vétérinaire sept années plus tard. Enfin, en 1986, elle obtient un master de Sciences in Natural Resources à l'Humboldt State University en Californie.
Elle est successivement responsable technique et scientifique à la société Biomar-Aqualim (1987-90), responsable du programme aquaculture au laboratoire international de pharmacie vétérinaire du groupe Sanofi santé nutrition animale (1990-93). Elle est aujourd'hui directrice de Stermor, société de conseil et service en nutrition, santé et hygiène aquacole qu'elle a créée en 1994, à Pénestin.
En 2013 sur un voilier de série, RespectOcean, elle participe à sa première course transocéanique en bateau, la Transat 6.50.

## Les traversées

### Traversée de l'Océan Atlantique: février et avril 2000
Elle est la première femme à accomplir cette traversée de 2 750 milles (environ 5 000 km), en 58 jours 10 heures et 11 minutes. Elle réalise ce parcours en solitaire entre Saly (Sénégal) et la Martinique.

### Traversée de la Mer Méditerranée en 2002
Elle parcourt les 550 milles séparant Marseille de Sidi Bou Saïd (Tunisie), en 10 jours 1 heure et 38 minutes. Cette traversée fut à l'époque une première mondiale.

### Traversée de l'Océan Pacifique en 2003
Elle réussit la première traversée du Pacifique en planche à voile en solitaire d'août à novembre 2003. Elle relie Lima (Pérou) et Papeete (Tahiti) en 89 jours et 7 heures, soit 4 455 milles.

### Traversée de l'Océan Indien en 2006
En 2006, elle a traversé l'Océan Indien en 60 jours, 2 heures, 1 minute.
Elle est partie de Exmouth, en Australie, le 9 avril pour arriver à Saint-Denis (Réunion) le 8 juin, soit un trajet de 3 300 milles (plus de 6 000 km).
Elle a utilisé une planche à voile longue de 7,80 mètres et gréée d'une voile de 7,4 m².

## Distinctions
- Chevalière de l'ordre national du Mérite
- Commandeur de l'ordre de Tahiti Nui[2].
- Prix André Saint-Sauveur de la meilleure aventure sportive de l’année 2003, décerné par l’Académie des sports